# August Christian Riekel
August Christian Riekel (* 23. September 1897 in Wolfsanger bei Kassel; † 1. August 1967 in Tutzing) war ein deutscher Erziehungswissenschaftler und Drehbuchautor. In letzterer Funktion benutzte er verschiedene Pseudonyme: Herbert Borden, Karl Dankworth, Harald von Leyden und vor allem Harald Bratt.

## Leben
August Riekel war Sohn eines Werkmeisters der Maschinenfabrik Henschel in Kassel. Er besuchte bis 1914 die Oberrealschule in Kassel, konnte aber das Abitur aufgrund seines Kriegseinsatzes im Ersten Weltkrieg erst 1920 ablegen.
Riekel studierte von 1920 bis 1923 Philosophie, Psychologie und Pädagogik an den Universitäten Marburg, München und Göttingen. Seine wichtigsten akademischen Lehrer waren der katholische Philosoph Clemens Baeumker, der Marburger Psychologe Erich Rudolf Jaensch (bei dem er 1922 promovierte), sowie Aloys Fischer und Oswald Kroh.
1922 wurde er mit der Arbeit Die physiologische Psychologie von Tieren und Kleinkindern an der Philipps-Universität Marburg promoviert und bereits am 1. Oktober 1923 mit 26 Jahren an der TH Braunschweig mit der Arbeit Probleme der Lehrerbildung habilitiert.
1923 wurde er Privatdozent für Philosophie, 1924 Assistent am Lehrstuhl für Philosophie und Pädagogik – erst bei Oswald Kroh, dann bei Willy Moog. 1927 erhielt er einen Lehrauftrag für Erziehungswissenschaft. Am 1. Juli 1928 wurde er zunächst zum außerordentlichen Professor für Pädagogische Psychologie und Allgemeine Erziehungswissenschaft an der TH Braunschweig und kurze Zeit später – nachdem er einen Ruf an die Universität Hamburg abgelehnt hatte – zum ordentlichen Professor an der TH Braunschweig ernannt. Einer seiner engsten Schüler hier war Hans Löhr. 
1930 später gründete er das Forschungsinstitut für Erziehungswissenschaften in den Räumen der Villa Salve Hospes in Braunschweig. Dies wurde bereits 1931 wieder geschlossen. Riekel war sowohl wissenschaftlich als auch als Mensch sehr umstritten. Die bürgerlichen Kreise im Freistaat Braunschweig störten sich an seinen fortschrittlichen Ideen in der Erziehungs- und Schulpolitik. Seine Kollegen und Parteigenossen (Riekel war Mitglied der SPD) gerieten immer wieder persönlich in Konflikt mit ihm. Schließlich wurde er am 13. April 1931 zwangsweise emeritiert. Der Antrag wurde von seinen eigenen Kollegen in der Abteilung für Kulturwissenschaften (die meisten ebenfalls Sozialdemokraten) gestellt. Nach der Machtergreifung durch die Nationalsozialisten 1933 wurde seine Emeritierung durch den NSDAP-Volksbildungsminister Dietrich Klagges, auf Grund des Gesetzes zur Wiederherstellung des Berufsbeamtentums, § 4 „politische Unzuverlässigkeit“, in eine Entlassung umgewandelt. Damit erhielt er statt der vollen Bezüge nur noch ein stark gekürztes Ruhegehalt.
August Riekel hielt sich mit dem Schreiben von Bühnenstücken und Drehbüchern unter dem Pseudonym Harald Bratt finanziell über Wasser. Waren seine Theaterstücke und ersten Filme politisch noch unverfänglich, so geriet er durch die Mitarbeit an den Propagandafilmen Ohm Krüger und Ich klage an in die nationalsozialistische Propagandamaschinerie, was ihn nach dem Krieg zu Rechtfertigungen zwang. Die Rechte an seinem Theaterstück Der Herrscher, das Motive aus Gerhart Hauptmanns Schauspiel Vor Sonnenuntergang enthält, verkaufte er, so dass es 1937 Grundlage zu Veit Harlans Film Der Herrscher wurde, mit dessen Produktion er allerdings nichts zu tun hatte.

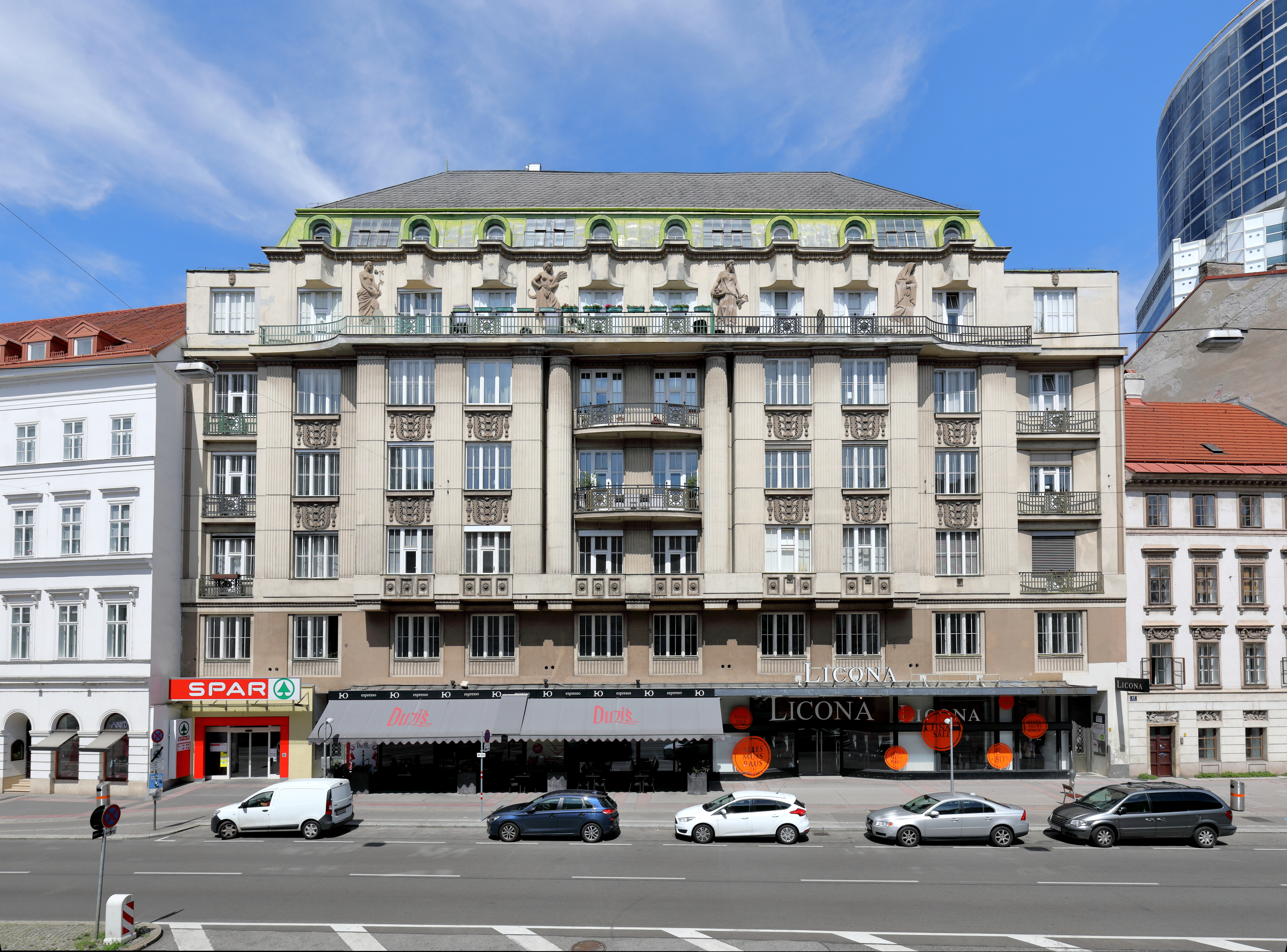
Spielstätte des „Künstlertheaters“ in der Praterstraße in Wien

Er siedelte 1938 nach Baden bei Wien um und nach dem Krieg nach Bloemendaal in den Niederlanden. Später kehrte er nach Deutschland zurück und stellte einen Wiedergutmachungsantrag. Unmittelbar nach dem Zweiten Weltkrieg im Herbst 1945 eröffnete er in Wien das „Künstlertheater“ in der Praterstraße 25 (ehemalige Spielstätte der Rolandbühne und der Exl-Bühne), das nach ihm Fritz Eckhardt leitete.
Sein Theaterstück Sprechstunde oder Die Nacht zum Vierten wurde 1953 von der britischen Rundfunkanstalt BBC verfilmt (Night of the Fouth) und zur besten Fernsehsendung des Jahres gekürt. In den 1950er Jahren wurde er vom nordrhein-westfälischen Kultusministerium mit der Produktion eines Films mit dem Titel Triumph über Trümmer beauftragt, doch Riekels nach dem Krieg gegründete Produktionsfirma ging in Insolvenz. 1956 erhielt Riekel den Status eines emeritierten Professors zurück und wurde damit rehabilitiert.

## Werke (Auswahl)

### Schriften
- Kant und die kommende Generation. Eine Rede zum zweihundertsten Geburtstage Kants, gehalten vor den Professoren und Studenten der Technischen Hochschule zu Braunschweig. Braunschweig 1925.
- Die Philosophie der Renaissance. München 1925.
- Die Probleme der Lehrerbildung. Gedanken u. Vorschläge. Braunschweig 1925.
- Aufgaben und Grenzen der öffentlichen Erziehung. Osterwieck/Harz 1926.
- Probleme der pädagogischen Psychologie. Eine Untersuchung über den gegenwärtigen Stand und die künftigen Möglichkeiten der pädagogisch gerichteten Selenforschung und Seelenkunde. München 1927.
- Vom Wesen der Erziehung. Untersuchungen über die Problematik des Erziehungsbegriffs. Braunschweig 1927.
- Die Demokratisierung der Bildung. Leipzig 1928.
- Probleme der pädagogischen Psychologie. Eine Untersuchung über den gegenwärtigen Stand und die künftigen Möglichkeiten der pädagogisch gerichteten Seelenforschung und Seelenkunde. München 1930.
- Die akademische Lehrerbildung: Idee und Gestalt. Langensalza 1931.

### Theaterstücke
- Heimkehr eines Olympiasiegers (1932)
- Jenseits der Sorgen (1932)
- Seine Excellenz, der Narr (1933)
- Die Insel (1933)
- Der Herrscher (1934)
- Gustav Kilian (1935)
- Ein großer Man privat (1936)
- Das Haus Romanow (1937)
- Duschenka (1938)
- Die Frauen von Schanghai (1939)
- Das Hotel der Emigration (UA 28. September 1945, Wiener Künstlertheater)

### Drehbücher
- 1934: Die Insel
- 1935: Der grüne Domino
- 1936: Inkognito
- 1936: Mädchen in Weiß
- 1936: 90 Minuten Aufenthalt
- 1937: Adresse unbekannt
- 1941: Lache, Bajazzo
- 1941: Ich klage an
- 1941: Ohm Krüger
- 1942: Der große Schatten
- 1951: Was das Herz befiehlt
- 1951: Rausch einer Nacht

### Verfilmungen
- 1940: Casanova heiratet